# Laure-Minervois
Laure-Minervois település Franciaországban, Aude megyében. Lakosainak száma 1030 fő (2022. január 1.). Laure-Minervois Aigues-Vives, Badens, Bagnoles, Bouilhonnac, Caunes-Minervois, Malves-en-Minervois, Peyriac-Minervois, Rieux-Minervois, Rustiques, Saint-Frichoux, Trèbes, Villarzel-Cabardès és Villeneuve-Minervois községekkel határos.

## Népesség
A település népessége az elmúlt években az alábbi módon változott:
| Lakosok száma | 1156 | 1126 | 1159 | 1052 | 1083 | 1094 | 1055 | 1022 | 1013 | 1030 |
|               | 1968 | 1982 | 1990 | 2006 | 2013 | 2015 | 2017 | 2019 | 2020 | 2022 |